# Шаповалов, Игорь Алексеевич
Игорь Алексе́евич Шапова́лов (3 декабря 1945, Джалал-Абад, Киргизская ССР, СССР — 6 мая 2020, Москва) — советский и российский артист балета, балетмейстер, хореограф, режиссёр, педагог. Народный артист СССР (1985).

## Биография
Родился 3 декабря 1945 года в Джалал-Абаде (Кыргызстан).
В 1955—1961 годах учился Фрунзенском музыкально-хореографическом училище им. М. Куренкеева (ныне Бишкекское хореографическое училище им. Ч. Базарбаева) (педагоги У. Сарбагишев, С. Абдужалилов), в 1961—1963 — в Пермском хореографическом училище (педагоги Л. В. Асауляк, Ю. И. Плахт).
С 1963 по 1989 год — солист Пермского театра оперы и балета им. П. И. Чайковского. Участвовал в гастролях за рубежом.
С начала артистической деятельности выступал и как балетмейстер.
С 1969 по 1989 год одновременно руководил хореографическим ансамблем Пермского политехнического института «Солнечная радуга».
В 1967—1985 годах преподавал народно-сценический танец в Пермском хореографическом училище, где поставил концертный номер «Погоня» А. Огонбаева (1983). В 1986 году был первым педагогом курсов народно-сценического танца в Париже.
С 1989 года — художественный руководитель и главный балетмейстер Московского театра «Балет на льду». С театром гастролировал во многих странах мира.
В 2008 году был главным режиссёром торжественных церемоний на II Всемирных Дельфийских играх. Постановщик и режиссёр массовых театральных действ и фестивалей в Москве, Берлине, на Кубе, в Индии, среди которых: советской делегации фестиваля дружбы молодёжи СССР и ГДР (Волгоград, 1977), концерта для делегатов и гостей 16-го съезда ВЦСПС (Москва, 1976), 28-го съезда ВЛКСМ (Москва, 1978), «Олимпиада-80» в Москве, Всемирные фестивали молодежи и студентов в Гаване и Москве, театрализованные праздники фольклорного искусства в Индии (1988, Дели, Тривандрам), Всемирный фестиваль фольклора в Москве (1990). Во время празднования 850-летия основания Москвы был режиссёром-постановщиком эпизода «Осень» в представлении «Москва на все времена» (1997).
Председатель жюри Всесоюзного фестиваля «Телебалет-87», организованного Пермским обществом «Арабеск» (Пермь, 1987). Председатель жюри 1-го регионального фестиваля любительских коллективов классического танца «Пермский дивертисмент» (Пермь, 7-11 марта 2001 года).
Игорь Алексеевич Шаповалов умер 6 мая 2020 года в Москве. Урна с прахом захоронена 20 мая 2020 года в колумбарии на Троекуровском кладбище.

### Семья
- Отец — Шаповалов Алексей Алексеевич
- Мать — Шаповалова Дина Каюмовна.
- Жена — Кунина Эльвира Семёновна.

## Награды и звания
- Заслуженный артист РСФСР (1972)
- Народный артист РСФСР (1977)
- Народный артист СССР (1985)
- Премия Ленинского комсомола (1979)[3] — за высокое исполнительское мастерство и музыкально-хореографические программы молодёжных праздников
- Премия Правительства Российской Федерации в области культуры (2010)[4]
- Орден Дружбы народов — за создание театрализованных представлений в рамках фестиваля искусств СССР в Индии
- Медаль «В ознаменование 100-летия со дня рождения Владимира Ильича Ленина» (1970)
- Медаль «Ветеран труда» (1987)
- Благодарность Президента Российской Федерации (31 августа 2005 года) — за заслуги в подготовке и проведении торжественных мероприятий, посвящённых 60-летию Победы в Великой Отечественной войне 1941—1945 годов[5].
- Благодарность Министра культуры и массовых коммуникаций Российской Федерации (28 ноября 2005 года) — за многолетнюю плодотворную работу в области развития искусства и культуры России и в связи с 60-летием со дня рождения[6].
- Лауреат 11-го Всемирного фестиваля молодёжи и студентов (Гавана, 1978).
- Звание «Выдающийся деятель пермского балета 20 столетия» в номинации «Танцовщик характерного танца» (2000, присвоено Пермским обществом «Арабеск» по результатам опроса и анкетирования жителей Перми).

## Партии
- 1963 — «Берег надежды» А. П. Петрова, постановка М. М. Газиева — Дирижёр джаза, Офицер
- 1966 — «Три мушкетёра» В. Е. Баснера, постановка Н. Н. Боярчикова — герцог Букингем
- 1973 — «Три карты» на музыку С. С. Прокофьева, постановка Н. Н. Боярчикова — Сен-Жермен
- 1974 — «Сотворение мира» А. П. Петрова, постановка М. М. Газиева — Чёрт
- 1972 — «Ромео и Джульетта» С. С. Прокофьева, постановка Н. Н. Боярчикова — Тибальд
- 1976 — «Слуга двух господ» М. И. Чулаки, постановка Н. Н. Боярчикова — Сильвио
- 1977 — «Орфей и Эвридика» на фонограмму одноимённой рок-оперы А. Б. Журбина, постановка Н. Н. Боярчикова — Харон
- «Испанские миниатюры» на народную музыку в аранжировке В. Сайко, постановка В. Г. де Фонсеа Херардо (Испания) — Антонио, танго, фарука
- «Кармен-сюита» на музыку оперы Ж. Бизе «Кармен», оркестровка Р. К. Щедрина — Тореадор
- «Раймонда» А. К. Глазунова — Абдерахман, панадерос, венгерский и испанский танцы, гран-па
- «Дон Кихот» Л. Минкуса — Эспада
- «Жизель» А. Адана — Ганс
- «Легенда о любви» А. Д. Меликова — Визирь
- «Бахчисарайский фонтан» Б. В. Асафьева — Молодой пан, Нурали
- «Спартак» А. И. Хачатуряна — Гармодий
- «Гаянэ» А. И. Хачатуряна — Курдский танец, танец с саблями, Георгий
- «Чудесный костюм» Г. Раманса — Мартинес
- «Штраусиана» на музыку И. Штрауса — Кавалер
- «Шахматы» А. Блисса — Белая ладья
- «Спящая красавица» П. И. Чайковского — Жених
- «Лебединое озеро» П. И. Чайковского — Испанский и неаполитанский танцы
- «Щелкунчик» П. И. Чайковского — Испанский танец
- «Геологи» Н. Н. Каретникова — Якут

## Постановки
Ставил танцы в операх «Рыцарская баллада» К. А. Кацман, «Кармен» Ж. Бизе, «Виринея» С. М. Слонимского, «Иван Сусанин» М. И. Глинки, «Война и мир» С. С. Прокофьева, «Винни-Пух» О. А. Петровой и др. (1970—1989), балеты «Огонь Прометея», «Испанские миниатюры», «Катарсис», «Сиртаки» (1966—1989), концертные номера.
В Московском театре «Балет на льду» поставил представления «Лед, любовь и фантазия», «Ледовый калейдоскоп», балеты по мотивам сказок Ш. Перо «Спящая красавица», «Красная Шапочка», «Кот в сапогах», «Синяя Борода», «Золушка», «Мальчик-с-пальчик».